# Commanderie de Ssangsŏng

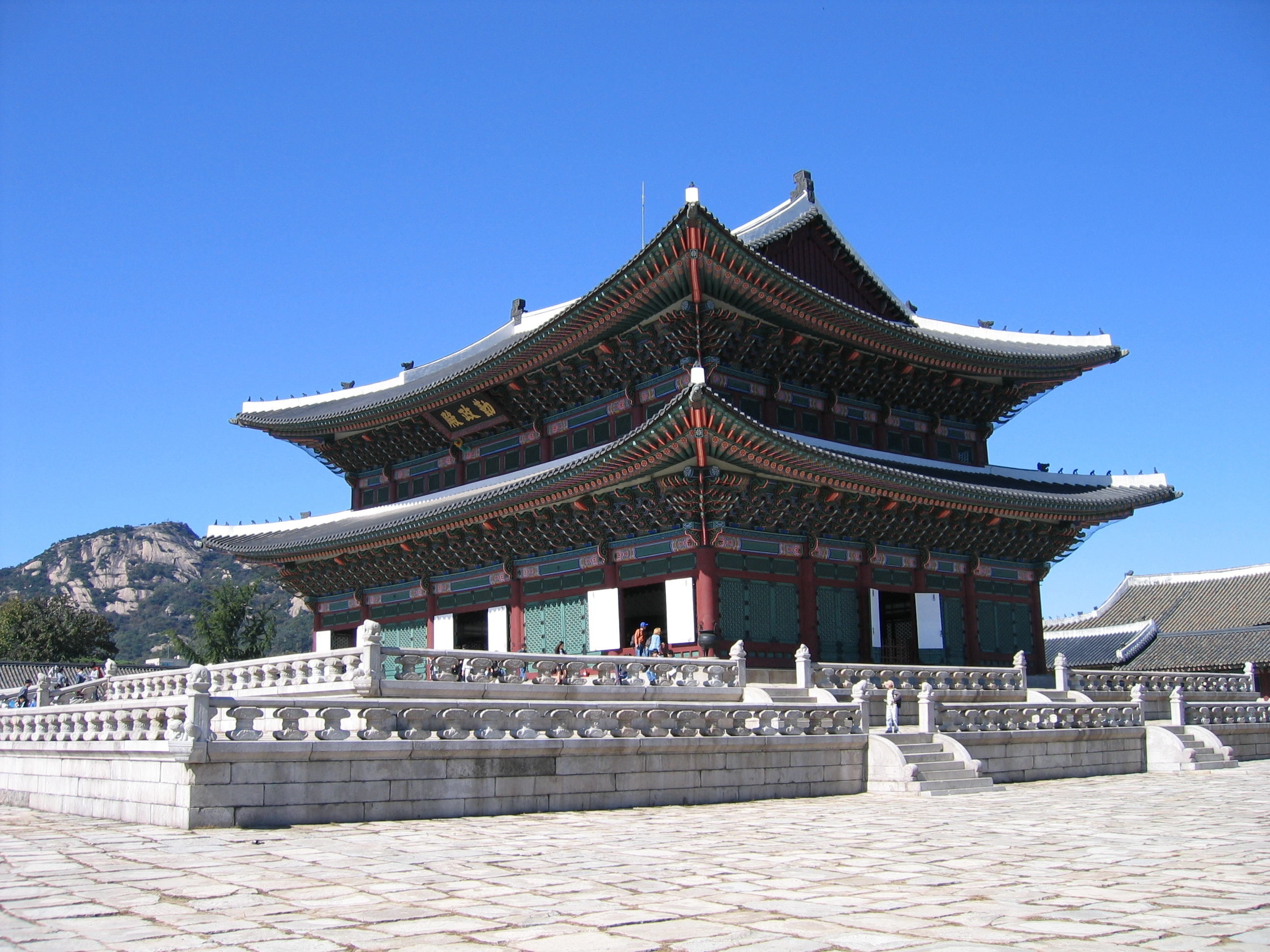
La commanderie de Ssangsŏng

La commanderie de Ssangsŏng (쌍성총관부,  雙城摠管) est un organe administratif mis en place par la dynastie Yuan mongole dans la partie nord-est du royaume coréen de Koryo. Elle a subsisté de 1258 à 1356 et était centrée autour de Kumya dans l'actuel Hamgyong du Sud. Peuplée de Coréens et de nomades jurchens, soumise à l'influence de Koryo, elle était dirigée de loin au sein de la province de Kaiyuan-lu et disposait d'une grande autonomie. C'est aussi le lieu d'origine du général coréen Yi Sŏnggye, fondateur de la dynastie Chosŏn.
La commanderie était dirigée par un superintendant général (ch'onggwan), et les Yuan attendait essentiellement d'eux de prélever une taxe sur la production d'or. Ce poste a longtemps été occupé par la famille Cho, de père en fils, et a vu se succéder Cho Hwi (趙暉), Cho Ryanggi (趙良琪), Cho Rim (趙琳) et Cho Sosaeng (趙小生).
En 1287, Koryo a essayé de reprendre le contrôle de la région en profitant de la rébellion de princes mongols contre Kubilai Khan, mais parvient seulement à renforcer son influence. Ce n'est qu'en 1356 qu'il en réalise la conquête,.